# Even Angels Cast Shadows
A Even Angels Cast Shadows az angol Omni Trio 2001-es lemeze. (a cím magyar jelentése: „az angyalok is vetnek árnyékot”)

## Számok
1. Breakbeat Etiquette (London Steppers remix)
2. Diffusion Loops
3. Higher Ground
4. First Contact
5. A Little Rain Must Fall
6. Nu Birth (Re-lick)
7. Artificial Life (Harp Tune)
8. Lucid
9. Kashmir
10. Kinetic